# Prosaskizze
Eine Prosaskizze ist ein impressionistisches Prosastück. Wie der Impressionismus in der Malerei will die Prosaskizze Eindrücke und Empfindungen literarisch festhalten. Im Sinne des Empirismus Ernst Machs, dem zufolge die durch den Menschen wahrgenommene Wirklichkeit nur eine Vielzahl von gleichzeitigen Sinneseindrücken (Empfindungen) ausmacht, spielen in der Prosaskizze sinnliche Eindrücke wie Farben, Licht, Töne, Gerüche und dadurch hervorgerufene Stimmungen eine wesentliche Rolle. Die Beschreibung einer hinter den sinnlichen Empfindungen liegenden Wirklichkeit tritt gegenüber deren Wahrnehmung in den Hintergrund. Der Inhalt der Prosaskizze wird durch bloß andeutende Beschreibungen und Aussparungen bewusst offen und unabgerundet gelassen. Die skizzenhafte Kürze betont die Flüchtigkeit des Augenblicks, der die Eindrücke und Empfindungen hervorbringt.
Als Meister der Prosaskizze gilt der österreichische Schriftsteller Peter Altenberg (1859–1919). Auch Thomas Mann (Vision, Enttäuschung, Der Tod), Rainer Maria Rilke (Die Auslage des Fischhändlers) oder Robert Musil (Die Maus) haben uns Prosaskizzen hinterlassen. Neuere Beispiele schuf etwa Peter Handke (Noch einmal für Thukydides). Wenngleich eine entsprechende Gattungsbezeichnung in der englischsprachigen Literatur nicht gebräuchlich ist, finden sich Prosaskizzen etwa im Werk von Virginia Woolf (Der Tod des Falters).